# 이준호 (1994년)
이준호(1994년 7월 27일 ~ )는 대한민국의 축구 선수이며 포지션은 공격수이다.